# Вероника тусклая
Веро́ника ту́склая (лат. Veronica opaca) — однолетнее травянистое растение, вид рода Вероника (Veronica) семейства Подорожниковые (Plantaginaceae).

## Ботаническое описание
Стебли высотой 5—30 см, лежачие или приподнимающиеся, тонкие, простые или ветвистые.
Листья тускловатые, матово-зелёные, почти округло-яйцевидные, при основании почти сердцевидные, с очень короткими черешками, по краю городчатые или крупно зубчато-пильчатые, с обеих сторон опушённые.
Цветки по одному в пазухах обычных листьев, на длинных цветоножках, немного превышающих или равных листьям, при плодах дугообразно вниз отогнутых. Чашечка глубоко четырёхраздельная; доли чашечки густо опушённые, при плодах расходящиеся, не налегающие друг на друга, яйцевидные или продолговато-яйцевидные, почти лопатчатые, тупые, длиннее коробочки, густо сероволосистые; венчик голубой или синий, диаметром 3—4 мм, превышает чашечку или почти равен ей. Тычинки прикреплены в зеве венчика.
Коробочка шириной около 6 мм, длиной 3—4 мм, округло обратно-сердцевидная или почковидная, выпуклая и несколько сжатая с боков, двулопастная с тупой и довольно широкой и неглубокой, остроугольной или тупоугольной выемкой, с округлыми, крепкими, по краю килеватыми лопастями, с поверхности с заметными жилками и густо опушённая. Семена по 4—5 (иногда по 6—7) в гнезде, яйцевидные, длиной 1—1,8 мм, блюдцевидно-вогнутые, морщинистые, ребристые.

## Распространение и экология
Западная Европа: северо-восточная часть Франции, Бельгия, Болгария, Германия, Австрия, Швейцария, Венгрия, Югославия, Чехословакия, Дания, Румыния, Швеция, Норвегия (заходит севернее 60° северной широты), Польша, Нидерланды; территория бывшего СССР: только на севере (до 60° северной широты) и западе Европейской части, граница ареала идёт от Санкт-Петербурга вдоль Ладожского озера, примерно до реки Волхов, далее на юго-восток к Рыбинску на Волге, затем на юго-запад через Московскую область и западную часть Тульской области, к Тарусе, далее на юго-запад в Черниговскую область и через северные районы Житомирской, Ровненской и Волынской областей уходит в Польшу.
Произрастает по огородам, в садах, на пашнях, у дорог, на влажных полях, залежах, пастбищах.

## Классификация

### Таксономия
- Veronica opaca Fr., 1819, Novit. Fl. Svec. : 64

Вид Вероника тусклая включается в род Вероника (Veronica) семейства Подорожниковые (Plantaginaceae) порядка Ясноткоцветные (Lamiales) клады Ламииды, последовательно входящей в более крупные клады Астериды → Суперастериды → Эвдикоты → Цветковые растения. Таксономическая схема в соответствии с Системой APG IV по состоянию на июнь 2024 года:
|  |                          |  |                                   |                                   |                          |  | еще 23 семейства | еще 23 семейства |                      |  |  |  | еще 507 подтвержденных видов и 147 видов, ожидающих подтверждения |
|  |                          |  |                                   |                                   |                          |  | еще 23 семейства | еще 23 семейства |                      |  |  |  | еще 507 подтвержденных видов и 147 видов, ожидающих подтверждения |
|  |                          |  |                                   | порядок Ясноткоцветные            |                          |  |                  |                  | род Вероника         |  |  |  |                                                                   |
|  |                          |  |                                   | порядок Ясноткоцветные            |                          |  |                  |                  | род Вероника         |  |  |  |                                                                   |
|  | клада Цветковые растения |  |                                   |                                   | семейство Подорожниковые |  |                  |                  | вид Вероника тусклая |  |  |  |                                                                   |
|  | клада Цветковые растения |  |                                   |                                   | семейство Подорожниковые |  |                  |                  |                      |  |  |  |                                                                   |
|  |                          |  | ещё 63 порядка цветковых растений | ещё 63 порядка цветковых растений |                          |  |                  | еще 106 родов    | еще 106 родов        |  |  |  |                                                                   |
|  |                          |  |                                   | ещё 63 порядка цветковых растений |                          |  |                  |                  | еще 106 родов        |  |  |  |                                                                   |

### Синонимы
- Cochlidiosperma frieseanum Opiz
- Cochlidiosperma opacum (Fr.) Opiz
- Veronica agrestis subsp. opaca (Fr.) Bonnier & Layens
- Veronica agrestis var. opaca (Fr.) Wahlenb.
- Veronica opaca var. affinis P.Afzel. ex Neuman